# Clistoronia magnifica
Clistoronia magnifica är en nattsländeart som först beskrevs av Banks 1899.  Clistoronia magnifica ingår i släktet Clistoronia och familjen husmasknattsländor. Inga underarter finns listade i Catalogue of Life.